# Nejctihodnější řád sv. Jana Jeruzalémského
Nejctihodnější řád sv. Jana Jeruzalémského (anglicky: Most Venerable Order of the Hospital of Saint John of Jerusalem) je britský rytířský řád, který vyvíjí činnost v zemích Commonwealthu, Irsku, USA a Hongkongu a který navazuje na katolický Maltézský řád.
Řád vznikl v roce 1831 jako soukromé sdružení, načež se roku 1888 stal královským řádem a od té doby je každý britský král suverénní hlavou řádu. Řád má šest stupňů:

## Hierarchie
- Bailli velkokříž (GCStJ)
- Rytíř po právu[zdroj⁠?!] a z milosti[zdroj⁠?!] (KStJ/DStJ)
- Komandér (CStJ)
- Důstojník (OStJ)
- Sloužící-bratr (SBStJ/SSStJ)
- Esquire (EsqStJ)

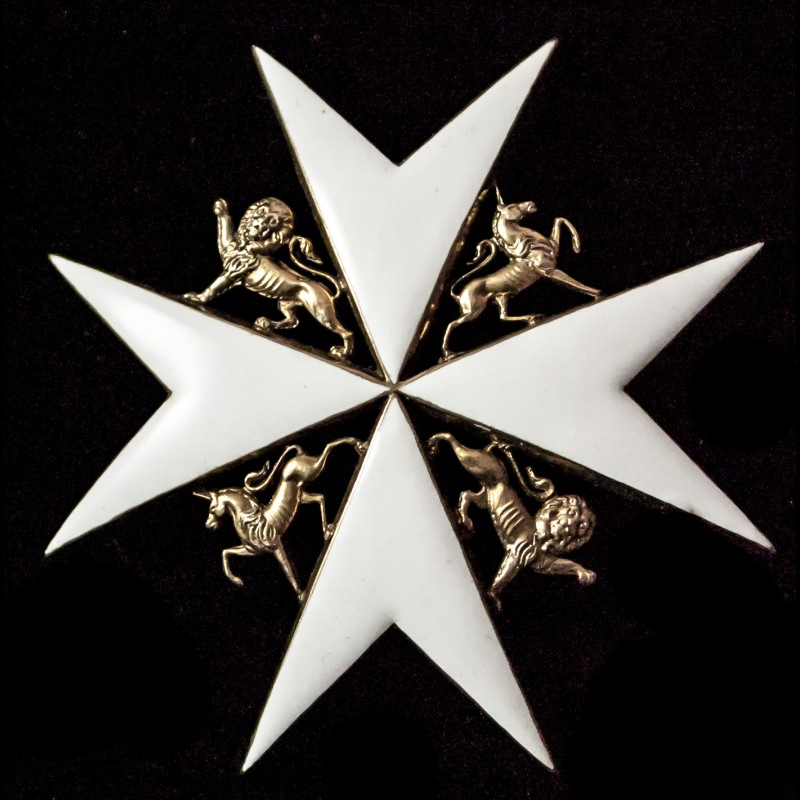
Řádová hvězda sv. Jana

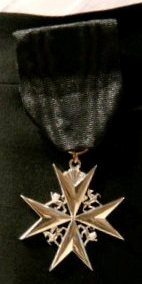
Odznak sloužícího bratra

Řád se věnuje zejména charitativní činnosti. Jeho členem se může stát každý křesťan - poddaný britské královny nebo občan USA, nicméně většina členů jsou protestanti.